# Каттанео
Каттанео — итальянский дворянский род.
Происходит от Маркезелло Каттанео, генуэзского дворянина, жившего в 1197 году. Его потомки имели титул графов де Марчиазо.
Дожами Генуи были:
- Джованни Баттиста Каттанео — 1691—1693
- Николо Каттанео — 1736—1738

В конце XVIII века Марк-Антонио Каттанео переселился в Польшу, где получил права дворянства. Род Каттанео внесён в VI часть родословной книги Волынской губернии.